# Daniel Prinz
Johann Daniel Prinz (* 12. Dezember 1770 in Vöhl; † 10. Dezember 1838 in Niederorke) war ein Gastwirt und Landtagsabgeordneter.
Daniel Prinz war der Sohn des Gastwirts und Ökonomen Johann Philipp Prinz. Er heiratete am 22. Juni 1792 in Biedenkopf Johanette Justine geborene Stapp (* 1772 in Biedenkopf). Aus der Ehe ging der Sohn George (1804–1893, Landtagsabgeordneter) hervor.
Er lebte als Gastwirt und Ökonom in Niederorke und vertrat in den Jahren 1820 bis 1824 in den ersten beiden Wahlperioden den Wahlbezirk Oberhessen 1/Battenberg in der Zweiten Kammer der Landstände des Großherzogtums Hessen.